# Pietà (van der Weyden)
Pietà är en oljemålning av den flamländske konstnären Rogier van der Weyden. Den målades omkring 1441 och ingår sedan 1899 i samlingarna på Kungliga museet för sköna konster i Bryssel. 
Det i konsthistorien mycket vanliga motivet där den sörjande Jungfru Maria håller den döde Kristus benämns Pietà. Här flankeras de av aposteln Johannes och Maria från Magdala, den senare identifierad genom sitt attribut: ett smörjelsekärl. I bakgrunden syns den nedre delen av korset och i förgrunden Adams dödskalle vilket visar att platsen är Golgata.
Rogier van der Weyden målade liksom andra samtida konstnärer främst religiösa motiv. Bland liknande verk i hans oeuvre kan nämnas Mirafloresaltaret, vars corpus också avbildar pietà, och Korsnedtagningen som är hans mest kända målning. I Braquetriptyken har han använt sig av samma gudomliga sken runt Kristus. 
Det finns många kopior och varianter av van der Weydens Pietà. De flesta attribueras den stora verkstad som han drev i Bryssel från 1435. Bland verkstadskopiorna finns tavlor som idag ingår i samlingarna på National Gallery i London och Pradomuseet i Madrid. Till skillnad från dessa anses Brysselversionen i stor utsträckning vara utförd av mästaren själv. I nämnda verkstadskopior har porträtt på beställarna inkluderats, ett vanligt förekommande tillvägagångsätt under medeltiden och renässansen. I Madridversionen har Maria från Magdala ersatts med en knäböjande donator och Pradomuseet benämner den Pietà med donator. I Londonversionen avbildas till vänster helgonet Hieronymus vars lejon ses i bakgrunden och troligen Dominicus till höger. Den knäböjande donatorn är troligen den italienska köpmannen Girolamo Vento.

## Relaterade målningar

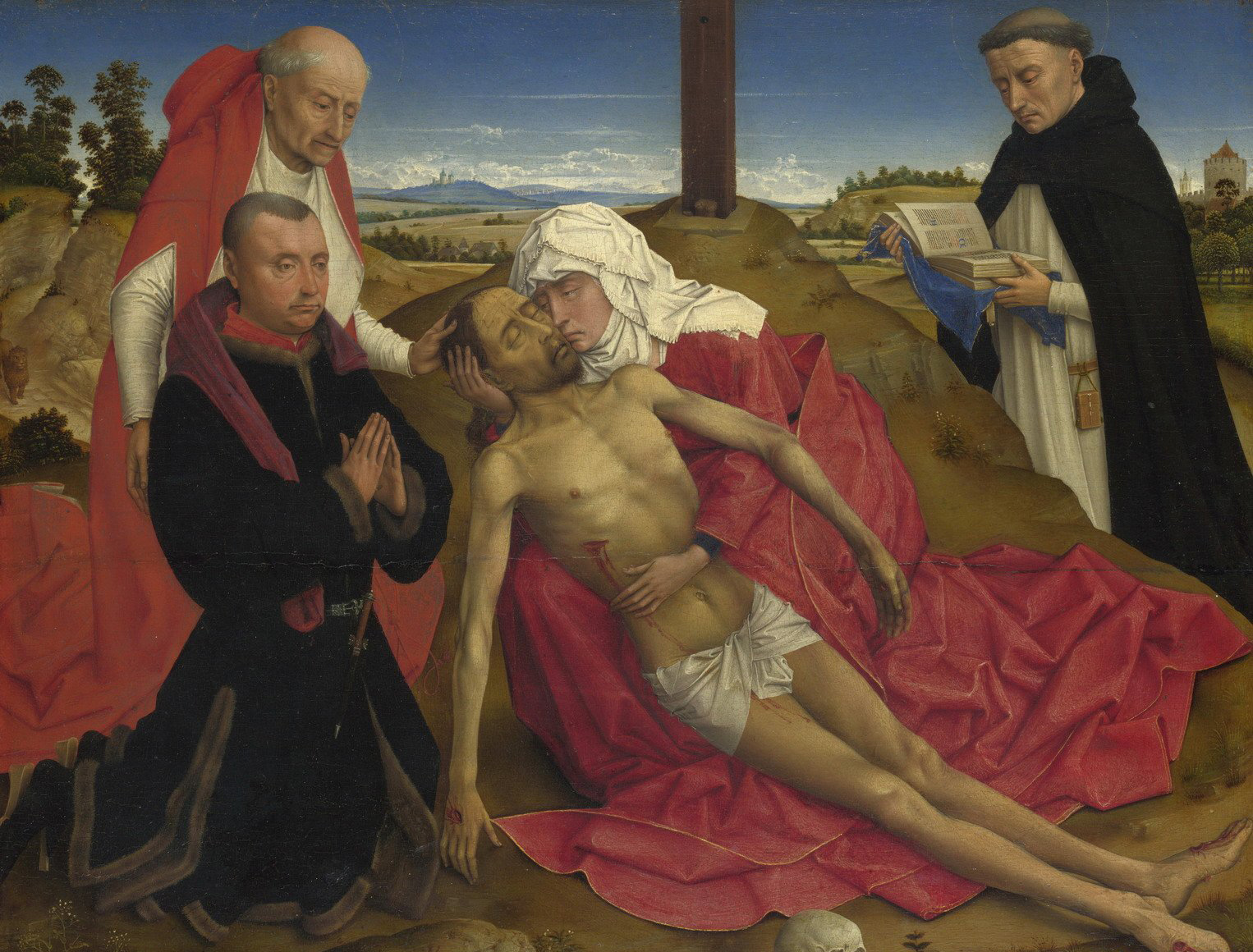
Pietà, förvärvad 1956 av National Gallery, attribueras ”troligen Rogier van der Weydens verkstad” och dateras cirka 1465. Målad med olje- och temperafärg på ekpannå med dimensionerna 35,5 × 45 cm.
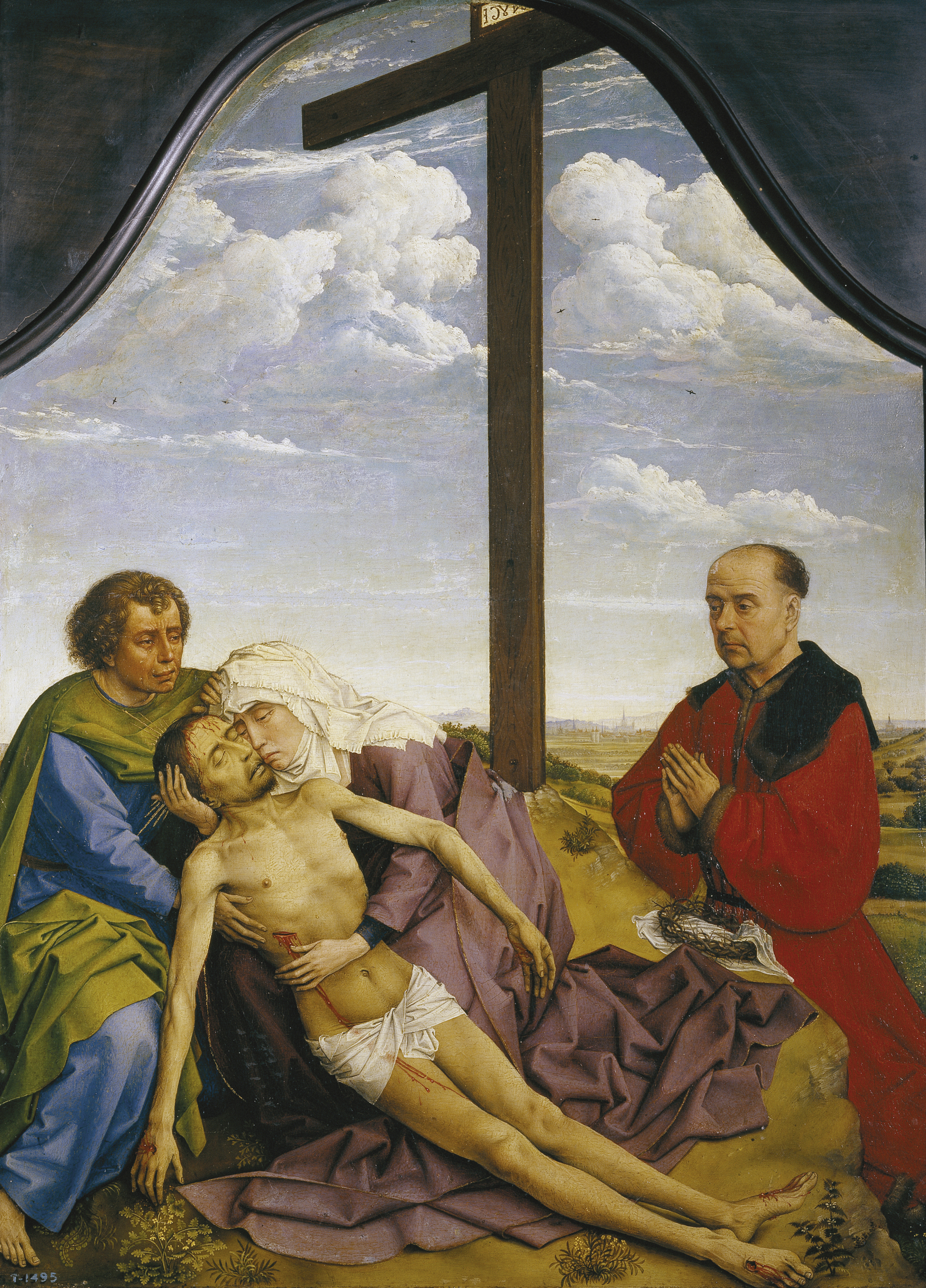
Pietà med donator, förvärvad 1925 av Pradomuseet, attribueras "Rogier van der Weydens verkstad” och dateras 1440-talet. Målad med oljefärg på träpannå med dimensionerna 46,8 x 34,5 cm.